# Nuoto ai campionati mondiali di nuoto 2009 - 800 metri stile libero maschili
La specialità dei 800 metri stile libero maschili ai campionati mondiali di nuoto 2009 si è svolta al complesso natatorio del Foro Italico di Roma, in Italia.
Le qualifiche per la finale si sono svolte la mattina del 28 luglio 2009, mentre la finale si è svolta la sera del 29 luglio 2009.

## Medaglie
| Posizione | Atleta           | Paese   |
| --------- | ---------------- | ------- |
|           | Lin Zhang        | Cina    |
|           | Oussama Mellouli | Tunisia |
|           | Ryan Cochrane    | Canada  |

## Record
Prima della manifestazione il record del mondo (WR) e il record dei campionati (CR) erano i seguenti.
|  | 7'38"65 | Grant Hackett Australia | 27 luglio 2005 Montréal, Canada |
|  | 7'38"65 | Grant Hackett Australia | 27 luglio 2005 Montréal, Canada |

Durante l'evento sono stati migliorati i seguenti record:
| Data      | Evento | Atleta    | Nazione | Tempo   | Record |
| --------- | ------ | --------- | ------- | ------- | ------ |
| 29 luglio | Finale | Lin Zhang | Cina    | 7'32"12 |        |

## Risultati batterie
| Pos. | Atleta                         | Nazionalità                   | Tempo   | Batteria | Corsia | Note |
| ---- | ------------------------------ | ----------------------------- | ------- | -------- | ------ | ---- |
| 1    | Oussama Mellouli               | Tunisia                       | 7:41.82 | 6        | 5      |      |
| 2    | Ryan Cochrane                  | Canada                        | 7:43.61 | 6        | 4      |      |
| 3    | Federico Colbertaldo           | Italia                        | 7:44.29 | 4        | 3      | ER   |
| 4    | David Davies                   | Regno Unito                   | 7:45.89 | 4        | 5      |      |
| 5    | Yuriy Prilukov                 | Russia                        | 7:46.05 | 5        | 4      | NR   |
| 6    | Lin Zhang                      | Cina                          | 7:48.75 | 6        | 3      |      |
| 7    | Marco Rivera                   | Spagna                        | 7:49.09 | 6        | 6      |      |
| 8    | Peter Vanderkaay               | Stati Uniti                   | 7:49.71 | 5        | 6      |      |
| 9    | Jan Wolfgarten                 | Germania                      | 7:50.10 | 5        | 5      |      |
| 10   | Robert Hurley                  | Australia                     | 7:50.65 | 4        | 6      |      |
| 11   | Mads Glæsner                   | Danimarca                     | 7:52.18 | 6        | 7      |      |
| 12   | Ryan Napoleon                  | Australia                     | 7:53.92 | 5        | 2      |      |
| 13   | Ahmed Mathlouthi               | Tunisia                       | 7:55.43 | 4        | 0      |      |
| 14   | Jackson Wilcox                 | Stati Uniti                   | 7:57.09 | 5        | 8      |      |
| 15   | Tom Vangeneugden               | Belgio                        | 7:59.16 | 6        | 1      |      |
| 16   | Samuel Pizzetti                | Italia                        | 7:59.67 | 4        | 4      |      |
| 17   | Richard Charlesworth           | Regno Unito                   | 8:00.50 | 5        | 1      |      |
| 18   | Pál Joensen                    | Fær Øer                       | 8:01.50 | 6        | 2      |      |
| 19   | David Brandl                   | Austria                       | 8:02.35 | 5        | 7      |      |
| 20   | Esteban Paz                    | Argentina                     | 8:03.27 | 4        | 1      |      |
| 21   | Ryoji Sononaka                 | Giappone                      | 8:05.12 | 4        | 8      |      |
| 22   | Yonghwan Kang                  | Corea del Sud                 | 8:05.68 | 3        | 3      |      |
| 23   | Ricardo Monasterio             | Venezuela                     | 8:08.64 | 3        | 5      |      |
| 24   | Igor Snitko                    | Ucraina                       | 8:09.16 | 6        | 8      |      |
| 25   | Luis Escobar                   | Messico                       | 8:10.26 | 1        | 1      |      |
| 26   | Fabio Pereira                  | Portogallo                    | 8:11.60 | 5        | 0      |      |
| 27   | Florian Janistyn               | Austria                       | 8:11.79 | 4        | 2      |      |
| 28   | Oleksandr Lutchenko            | Ucraina                       | 8:12.36 | 1        | 2      |      |
| 29   | Alejandro Gomez                | Venezuela                     | 8:13.16 | 3        | 2      |      |
| 30   | Mohamed Farhoud                | Egitto                        | 8:14.67 | 6        | 9      |      |
| 31   | Tong Xin                       | Cina                          | 8:16.93 | 1        | 7      |      |
| 32   | Irakli Revishvili              | Georgia                       | 8:20.55 | 3        | 7      |      |
| 33   | Jan Karel Petric               | Slovenia                      | 8:20.94 | 5        | 9      |      |
| 34   | Mateo De Angulo Velasco        | Colombia                      | 8:22.12 | 3        | 4      |      |
| 35   | Daniel Delgadillo              | Messico                       | 8:25.81 | 6        | 0      |      |
| 36   | KaiWen Pan                     | Taipei cinese                 | 8:29.57 | 4        | 9      |      |
| 37   | KuanTing Lin                   | Taipei cinese                 | 8:33.44 | 3        | 8      |      |
| 38   | Hajder Ensar                   | Bosnia ed Erzegovina          | 8:35.57 | 2        | 9      |      |
| 39   | Ivan Alejandro Enderica        | Ecuador                       | 8:36.04 | 3        | 1      |      |
| 40   | Sheng Jun Pang                 | Singapore                     | 8:39.69 | 2        | 3      |      |
| 41   | Roberto Penailillo Garcia      | Cile                          | 8:43.89 | 3        | 0      |      |
| 42   | Clement Lim                    | Singapore                     | 8:44.09 | 2        | 5      |      |
| 43   | Allan Gabriel Gutierrez Castro | Honduras                      | 8:45.18 | 2        | 7      |      |
| 44   | Vitalii Khudiakov              | Kirghizistan                  | 8:54.03 | 3        | 9      |      |
| 45   | Neil Agius                     | Malta                         | 8:54.06 | 2        | 6      |      |
| 46   | Heimanu Sichan                 | Polinesia francese            | 8:55.64 | 2        | 1      |      |
| 47   | Pok Man Ngou                   | Macao                         | 8:56.92 | 2        | 2      |      |
| 48   | Omar Nunez                     | Nicaragua                     | 8:59.14 | 2        | 8      |      |
| 49   | Luis Andres Martorell Name     | Honduras                      | 8:59.58 | 2        | 0      |      |
| 50   | Vincent Perry                  | Polinesia francese            | 9:11.37 | 1        | 4      |      |
| 51   | Cooper Graf                    | Isole Marianne Settentrionali | 9:38.96 | 1        | 3      |      |
| 52   | Shin Kimura                    | Isole Marianne Settentrionali | 9:40.57 | 1        | 5      |      |

## Risultati finale
| Pos. | Atleta               | Nazionalità | Corsia | Tempo   | Note |
| ---- | -------------------- | ----------- | ------ | ------- | ---- |
|      | Lin Zhang            | Cina        | 7      | 7:32.12 | WR   |
|      | Oussama Mellouli     | Tunisia     | 4      | 7:35.27 | AfR  |
|      | Ryan Cochrane        | Canada      | 5      | 7:41.92 | AmR  |
| 4    | Federico Colbertaldo | Italia      | 3      | 7:43.84 | ER   |
| 5    | David Davies         | Regno Unito | 6      | 7:44.32 | NR   |
| 6    | Peter Vanderkaay     | Stati Uniti | 8      | 7:48.44 |      |
| 7    | Marco Rivera         | Spagna      | 1      | 7:49.46 |      |
| 7    | Yuriy Prilukov       | Russia      | 2      | 7:49.46 |      |